# ريه يونيزوا
ريه يونيزوا (باليابانية: 米澤 令衣) (20 يوليو 1996 في أوساكا في اليابان – )؛ هو لاعب كرة قدم ياباني سابق كان يلعب كمهاجم.

## وصلات خارجية
- ريه يونيزوا على موقع رابطة كرة القدم اليابانية للمحترفين (اليابانية)
- ريه يونيزوا على موقع قاعدة بيانات كرة القدم.إي يو (الإنجليزية)
- ريه يونيزوا على موقع Soccerway.com (الإنجليزية)
- ريه يونيزوا على موقع عالم كرة القدم.نت (الإنجليزية)